# Лефевр, Раймон (писатель)
Раймон Луи Лефевр (фр. Raymond-Louis Lefebvre; 24 апреля 1891, Вир, департамент Кальвадос, Франция, — 1 октября 1920, район полуострова Рыбачий, РСФСР) — французский писатель, журналист, публицист, памфлетист, общественный, социалистической и коммунистической деятель, пацифист.

## Биография
В 1908—1910 изучал филологию в парижском лицее Жансон-де-Сайи, где подружился с П. Вайян-Кутюрье.
В 1911 году, будучи интернационалистом, Р. Лефевр становится деятелем пацифистских организаций, которые выступали за мир между Францией и Германией.
В 1912 году получил научную степень в области истории и географии в Сорбонне. Позже изучал политические науки в École libre des sciences politiques. В 1913 году был близок революционному синдикализму.
Участник Первой мировой войны, решительно её осуждавший. В 1916 году был ранен во время битвы под Верденом.
Член Французской секции Рабочего интернационала с 1915 года. Автор многих статей в социалистических изданиях (La Vie ouvrière, L'Humanité, Le Populaire).
В 1917 горячо приветствовал Октябрьскую революцию в России.
Один из основателей Республиканской ассоциации бывших участников войны (Association républicaine des anciens combattants), группы «Кларте», Комитета борьбы за присоединение к Третьему (коммунистическому) Интернационалу.
Сторонник большевистской модели диктатуры пролетариата, которая должна, по его словам, быть адаптирована к французским реалиям. Являлся одним из самых твердых противников вмешательства Антанты против Советской России. Противник реформизма и социал-демократов.
В июле 1920 года, несмотря на отказ французских властей в выдаче паспорта, Раймонд Лефевр приехал в Москву, где стал участником II конгресса Коминтерна и ознакомился с достижениями русской революции. После конгресса, вместе с Жаком Садулем в сопровождении Викто́ра Сержа в сентябре совершил поездку на Украину. Последний отмечал в мемуарах: "Лефевр, высокий парень с резким профилем, санитар Верденского сражения, поэт и романист, автор книги, выразившей в избыточно лирическом стиле «символ веры» человека, вернувшегося из окопов, под названием «Революция или смерть!». Он взывал от имени выживших представителей поколения, оставшегося лежать в братских могилах".
Подписал манифест Пролеткульта.
Осенью 1920 Р. Лефевр вместе с двумя французскими товарищами (рабочим активистом Марселем Верго и анархо-синдикалистом Жюлем-Мариусом Лепти), а также сопровождавшим их переводчиком Сашей Тубиным, пытались вернуться во Францию. Не имея паспортов и из-за опасений на мель на границе с Эстонией, они решили добраться до Норвегии по морю. Вечером 28 сентября или утром 29 сентября, они отплыли на борту небольшой лодки из порта на полуострове Рыбачий возле финско-российской границы. В назначенное время в Норвегию не прибыли.

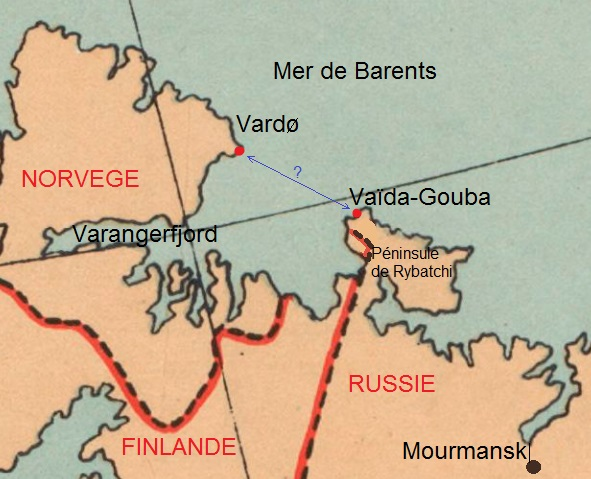
Предполагаемое место гибели Р. Лефевра и его спутников

Р. Лефевр и его спутники пропали без вести, по-видимому, трагически погибли из-за шторма на обратном пути из Советской России во Францию.
В. М. Волин в своей книге «Неизвестная революция» в Части 4 Главе V «Лефевр, Вержа и Лепти» пишет о спланированом саботаже большевиками их отъезда, из страны чтобы тот не смог донести правды о большевистском режиме.
Эти четверо отправились в Мурманск, чтобы пересечь линию блокады; им предстояла трудная дорога через Арктику. Они должны были плыть на рыболовецком судне вдоль всего финского берега и высадиться в Варде, в Норвегии, на свободной территории. Торопясь успеть на конгресс ВКТ, четверка села на корабль в ненастье. И исчезла в море. Может быть, они утонули в грозу. А может, их расстрелял финский моторный катер. Я знал, что в Петрограде шпионы ходили за нами по пятам. В течение двух недель Зиновьев, все более и более озабоченный, каждый день спрашивал меня: «У вас есть известия о французах?» Эта катастрофа породила кривотолки.
Автор политических брошюр «Бывший солдат» («L’ancien soldat», 1918), «Бывший солдат в 1920 году» («L’ancien soldat en 1920», 1919), «Интернационал Советов» («L’Internationale des Soviets», 1919), «Революция или смерть!» «La révolution ou la mort!», 1920). Вместе с П. Вайяном-Кутюрье опубликовал сборник рассказов «Солдатская война» («La guerre des soldats», 1919, рус. пер. 1923), правдивую книгу об ужасах войны и росте сознания фронтовиков.
Ему принадлежит роман «Жертвоприношение Авраама» («Le sacrifice d’Abraham», 1919; рус. пер. 1923, 1926) о судьбах интеллигенции во время войны. В автобиографической книге «Губка с уксусом» («L’éponge de vinaigre», опубл. 1921, рус. пер. 1923) проявился талант Р. Лефевра-сатирика.